# SKB-Datenbank
Als SKB-Datenbank werden Arbeitsdateien sog. szenekundiger Beamter bezeichnet, die von den Polizeibehörden in einigen Bundesländern über Fußballfans beim Landeskriminalamt oder den lokalen Polizeibehörden geführt werden. Szenekundige Polizeibeamte sollen präventiv tätig werden, um möglicher Gewalt im Rahmen von Sportveranstaltungen vorzubeugen, so dass dafür diese Arbeitsdateien angelegt wurden.
Es werden beispielsweise neben Adressen und Namen auch zahlreiche weitere private Daten zum sozialen Umfeld, Wohn- und Aufenthaltsorten, Vereins bzw. Fanclubmitgliedschaften und dortige Funktionen oder Körpermerkmale eingetragen.
Rechtsgrundlage sind die allgemeinen Polizeigesetze (z. B. in Hessen §§ 20 HSOG ff.) der Länder. Eine verpflichtende Beteiligung der Datenschutzbeauftragten ist umstritten und wird etwa in Hessen als nicht notwendig erachtet, in Niedersachsen nach Ansicht des Verwaltungsgerichtes Hannover hingegen schon.
Die SKB-Datenbanken werden von vielen Fußballfans und Juristen kritisch gesehen.

## SKB-Dateien in den Ländern
Insbesondere in den Jahren 2015 und 2016 wurde die Existenz von SKB-Dateien in mehreren Bundesländern bekannt. Zum Teil wurden diese durch gerichtliche Verfahren öffentlich, mehrheitlich jedoch durch Anfragen in den Parlamenten.

### Baden-Württemberg
Bereits seit 2005 führt auch Baden-Württemberg SKB-Dateien. Damit existieren die Datei in Berlin oder Braunschweig deutlich länger. Die Dateien im Südwesten wurden allerdings zuerst öffentlich, nämlich nachdem ein Bürger 2007 mehrere Auskunftsersuchen bei den Behörden eingereicht hatte. Im Tätigkeitsbericht des Landesbeauftragten für den Datenschutz wurden die Dateien dann auch 2009 erwähnt. Dort monierte des Datenschützer: „Zweifelhaft waren für mich verschiedene Daten: Warum wurden Angaben zum Arbeitgeber vorgesehen, woher stammten die teilweise vorhandenen Lichtbilder und welchen Hintergrund hatten Angaben in den Freitextfeldern? Wie die Löschung der Daten aufgrund des jeweiligen Löschdatums organisiert war, war aus der Dienstanweisung ebenfalls nicht erkennbar. Nach der Dienstanweisung sollte die Datenbank eine Vielzahl von Vorgängen erschließen, um damit die Grundlage für präventivpolizeiliche Maßnahmen zur Verhinderung von gewalttätigen Auseinandersetzungen bei oder im Zusammenhang mit Sportveranstaltungen zu schaffen. Diesen Zweck kann die Datenbank allenfalls nur teilweise erfüllen, da für Maßnahmen wie beispielsweise ein Ausreiseverbot nach dem Passgesetz vielfältige Akten auf anderen Wegen erschlossen werden müssen, die Datenbank also keine umfassende Erschließung ermöglicht.“

### Bayern
In Bayern existieren vier regionale Fandateien. Das Polizeipräsidium München führt die „Informationsdatei Fußball“, das Polizeipräsidium Mittelfranken „Strukturdatenbank ‚Optimierung Maßnahmen Fußball und Gewalt‘“, das Polizeipräsidium Schwaben Süd/West die „ISGS – Informationssystem Gewalttäter Sport“ und das Polizeipräsidium Schwaben Nord die „Informationsdatei Sport“. Die Dateien sind seit April 2016 bekannt. In Bayern ist der Umfang der zu speichernden Parameter besonders umfangreich. Erfasst werden folgende Daten: „Familienname, Geburtsname, Spitzname, Früherer Name, Akademischer Grad, Vorname, weitere Vornamen, Alle Namen, ist Alias, Geschlecht, Geburtsdatum, Geburtsort, Geburtsstaat, Geburtsreligion, Volkszugehörigkeit, Familienstand, Beruf, Ausgeübter Beruf, Erlernter Beruf, Besonderheiten zur Person (z. B. besondere Fähigkeiten, Fremdsprachenkenntnisse, Zugehörigkeiten zu einer Gruppe oder Organisation, Rolle), Abfrage Dateien, Abfrage Ergebnis, in Haft, DNA, Blutentnahme, Erkennungsdienstliche Behandlung, Fahrerlaubnisentzug, Verletzungsgrad, Scheinbares Alter, Größe, Gestalt, Typ, Stimme/ Sprachmerkmale, Deutsche Mundart, Sprache, Gesicht/Form, Haare/Farbe/Form, Augen/Farbe, Brille/Sehhilfe, Bart, Tätowierung/Lage/Art, weitere körperliche Merkmale.“ Der Datenschutzbeauftragte des Freistaats Bayern war vor der Einrichtung der Datei nicht eingebunden.

### Berlin
Vorreiter bei der Führung landesweiter Fan-Dateien in elektronischer Form ist Berlin. Dort wurde die Datei „Sportgewalt“ bereits 1998 eingeführt. Die Datei gilt damit als Vorbild für die Dateien Szenekundiger Beamter („SKB-Dateien“, „SKB-Datenbanken“ bzw. „SKB-Arbeitsdateien“) in anderen Bundesländern. Sie wird beim Landeskriminalamt 712 Berlin geführt. Bekannt wurde die Datei in der Bundeshauptstadt erst aufgrund einer Anfrage im Berliner Abgeordnetenhaus im Jahr 2014.
Die Datei wurde 2017 in die neu geschaffene Datei „Szenekunde Sport“ überführt, wie eine Anfrage im Berliner Abgeordnetenhaus ergeben hat. Erfasst werden in Berlin nun Personenbezogene Daten, wie zum Beispiel Name, Vorname, Geburtsdatum, Adressdaten (Melde- oder Wohnanschrift, Bundesland), Kommunikationsmittel, wie zum Beispiel Telefonnummer und Vorgangsdaten, wie zum Beispiel Kurzsachverhalt, beteiligte Gruppierungen und die Tatörtlichkeit. Geführt wird diese Datei weiter vom Landeskriminalamt, die Bezeichnung der Abteilung lautet nun LKA 645. Die dafür notwendige neue Errichtungsanordnung ist bisher noch nicht veröffentlicht worden.

### Brandenburg
In Brandenburg, in dem auch der ehemalige Bundesliga-Standort Cottbus liegt, wurde nach Angaben der Landesregierung bisher keine SKB-Datei oder vergleichbare Datensammlung geführt. Allerdings wurde im Juni 2017 bekannt, dass die Einführung einer „Fachanwendung CRIME 'Störer Sport Brandenburg'“ bevorsteht, die beim Polizeipräsidium Brandenburg angesiedelt sein soll.

### Bremen
Am Standort Bremen wird keine örtliche Fan-Datei geführt.

### Hamburg
In Hamburg führte die Erkenntnis der Existenz der Datei zu massiver Kritik, unter anderem durch den dortigen Datenschutzbeauftragten. Die Datei wurde in der Freien und Hansestadt seit 2006 geführt. In ihr wurden die Datensätze von über 2.000 Fans gespeichert. Noch im Jahr 2014 wurde die Existenz der Datei auf Anfrage geleugnet. Im 2016 ergab dann eine Anfrage in der Bürgerschaft, dass eine entsprechende Landesdatei „Sportgewalt“ doch schon seit rund zehn Jahren existiert.

### Hessen
Seit 2006 wird in Hessen eine „Szenedatei Sport“ geführt, die im Polizeipräsidium in Frankfurt am Main eingerichtet wurde. Später wurde der Zugriff auf weitere Polizeipräsidien an Standorten, „die über Fanszenen mit Gewaltpotenzial verfügen“, ausgeweitet. Der Vorgang wurde im Dezember 2015 bekannt.

### Mecklenburg-Vorpommern
Im Februar 2016 wurde bekannt, dass im Nordosten eine landesweite Datei über Fußballfans geführt wird.

### Niedersachsen
In Niedersachsen wurde im März 2015 in einem Gerichtsverfahren bekannt, dass am Standort Hannover eine Datei Szenekundiger Beamter über Fußballfans geführt wird. Im selben Zeitraum wurde im Niedersächsischen Landtag auf Anfrage der FDP-Fraktion bekannt, dass auch in Braunschweig und Wolfsburg entsprechende „Arbeitsdateien“ existieren. Damit war Niedersachsen eines der ersten Bundesländer, in dem örtliche Dateien über Fußballfans bekannt wurden. Auf Nachfrage des Abgeordneten Oetjen wurde bekannt, dass die Dateien bereits 2002 (Braunschweig), 2005 (Hannover) und 2006 (Wolfsburg) eingerichtet wurden. Mitte 2015 waren allein in Niedersachsen über 1.000 Fußballfans in den drei Dateien gespeichert (Drucksache 17/3625 des Nds. Landtages). Dabei handelt es sich nicht nur um Hooligans oder Ultras. In Niedersachsen werden auch Bilder, Spitznamen und Arbeitgeber der Fans gespeichert. Darüber hinaus können hier auch Kontakt- und Begleitpersonen gespeichert werden.
In Niedersachsen wurde der Datenschutzbeauftragte seinerzeit nicht über die Einrichtung der Dateien informiert, obwohl dies rechtlich notwendig gewesen wäre. Dies geschah erst Jahre später. Bis 2015 waren die SKB-Dateien kein Thema in den Jahresberichten über die Tätigkeit der Landesbeauftragten für den Datenschutz.
Am 10. März 2016 debattierte der Niedersächsische Landtag über Rechtmäßigkeit und Datenschutz bei den SKB-Dateien in Niedersachsen. In der Debatte erklärte der CDU-Abgeordnete Rudolf Götz: „Aus den Antworten dazu, ob es entsprechende Dateien gibt, die die Szene erfassen, gibt die Landesregierung ausreichende Antworten. Wir gehen davon aus, dass sich die Polizei an die entsprechenden Datenschutzrichtlinien hält. Aber - ich denke, das kann ich auch als ehemaliger Polizeibeamter sagen - Datenschutz ist ein hohes Gut. Es darf jedoch nicht zum Selbstzweck werden.“ Niedersachsens Innenminister Boris Pistorius erklärte in der Debatte auf Nachfrage der FDP-Fraktion zur Rechtmäßigkeit der SKB-Dateien und zur Einhaltung des Datenschutzes: „Es geht alles nach Recht und Gesetz zu, wie es sich gehört. Es gibt eine Verfahrensbeschreibung zu der SKB-Arbeitsdatei, in der alle Regelungen festgehalten sind, und selbstverständlich hält man sich daran. Um Missverständnissen vorzubeugen: Die Regelung besagt nicht, dass nach fünf Jahren alles zu löschen ist, sondern nach fünf Jahren zu prüfen ist, ob zu löschen ist. (Zustimmung bei der CDU) In den Fällen, in denen anzunehmen oder zu befürchten ist, dass einer der Menschen, die in dieser Datei stehen, sich weiterhin so benimmt wie in der Vergangenheit, darf die Datenspeicherung selbstverständlich fortbestehen. Das ist auch richtig so. (Jan-Christoph Oetjen FDP: Wird das auch kontrolliert?) - Es wird kontrolliert, selbstverständlich.“ (Plenarprotokoll 93. Sitzung des Landtages, S. 9416)
Mitte 2016 kündigte der Niedersächsische Innenminister Boris Pistorius im Landtag an, die Überführung der drei SKB-Dateien in Niedersachsen in eine landesweite LKA-Datei zu prüfen. Dann könnten auch Fans anderer Standorte in Niedersachsen hier gespeichert werden. Die Landesregierung äußerte sich auf Anfrage hierzu wie folgt: „Es wäre nicht schlüssig, gewalttätige Anhänger aus anderen Standorten anders zu behandeln“. Bisher (Stand: Mai 2016) werden nach Auskunft der Landesregierung etwa an den Standorten Osnabrück, Meppen, Göttingen, Goslar oder Hildesheim keine entsprechenden Daten erhoben.
Umstritten sind in Niedersachsen die Kriterien, nach denen eine Aufnahme in die Datei erfolgt und die gesetzlichen Löschfristen, deren Einhaltung nicht unabhängig kontrolliert wird. Zudem werden immer wieder Daten die private Dritte, nämlich die Fußballvereine im Land, weitergebenen, obwohl zum Teil weder Verurteilungen vorliegen noch Ermittlungsverfahren gegen die betreffenden Personen eingeleitet wurden.
In Niedersachsen werden die gespeicherten Fans nicht über die Speicherung oder Löschung ihrer Daten in den Dateien informiert. Verschiedene Fanprojekte oder Fanhilfen bieten jedoch Mustervordrucke für eine Datenabfrage bei den Polizeien an. Fanorganisationen empfehlen im Zweifel Nachfragen bei den Behörden. Im Gegensatz zur Hamburger Datei werden in Niedersachsen (Stand: Mai 2016) keine Daten von Kindern erhoben. Allerdings werden (Stand: Mai 2016) auch 36 Minderjährige in den Datenbanken geführt, größtenteils Anhänger von Hannover 96.

### Nordrhein-Westfalen
Im Bundesland mit den meisten Einwohnern und Bundesligastandorten werden 17 lokale Fandateien geführt. Die einzelnen Standorte mit Datenbanken und die Anzahl der jeweils gespeicherten Fans hat die Landesregierung dem Parlament im September 2015 nicht mitgeteilt. Dafür ist bekannt, dass rund 6.500 Fans in den Datenbanken registriert sind.

### Rheinland-Pfalz
In Rheinland-Pfalz existieren ebenfalls lokale SKB-Dateien. In diesen werden unter anderem beliebte Treffpunkte der Fans, Handynummern, Auto-Kennzeichen und Reisewege dokumentiert.

### Saarland
Die erste parlamentarische Anfrage zu einer Landesdatei über Fußballfans wurde im Frühjahr 2013 im Saarland gestellt. Seinerzeit wurde die Existenz einer solchen Datei verneint.

### Sachsen
Der Freistaat Sachsen gab im März 2016 bekannt, keine SKB-Datei zu führen: „Gesonderte Arbeitsdateien Szenekundiger Beamter werden im Freistaat Sachsen nicht genutzt.“ Gleichwohl räumte die Landesregierung gegenüber dem Landtag ein, für den „Phänomenbereich Sport und Gewalt“ ein „ermittlungsunterstützenden Fallanalysesystem Sachsen (eFAS)“ eingerichtet zu haben, in dem mehrere hundert Fußballfans seit Dezember 2008 gespeichert seien.

### Sachsen-Anhalt
Nach Angaben der Landesregierung werden in Sachsen-Anhalt derzeit keine SKB-Dateien geführt. Allerdings existierte dort zwischen 2006 und 2015 eine Datei „Erkenntnisgewinnung für Szenekundige Beamte“ (EfSKB). Zwischen 2015 und 2016 wurde zudem eine lokale Datei am Standort Halle über Fans des Vereins Hallescher FC geführt. Die Hintergründe der Einstellung der Datenbanken sind unklar.

### Schleswig-Holstein
Im nördlichsten Bundesland wurde 2016 bekannt, dass dort eine SKB-Datei mit dem Titel „Verfahren Fußball SH“ existiert. Bemerkenswert ist hier, dass die Anfrage im Landtag durch eine langjährige Regierungsfraktion erfolgte. In den anderen Ländern waren die Dateien primär durch Anfragen von Oppositionsfraktionen bekannt geworden.

### Thüringen
In Thüringen wird nach Auskunft der Landesregierung vom Februar 2016 keine SKB-Datei geführt. Entsprechende Überlegungen habe man „bereits im Jahr 2008 aus datenschutzrechtlichen Gründen verworfen“: